# Rapla (stad)
Rapla (Duits: Rappel) is een plaats in de Estlandse gemeente Rapla, provincie Raplamaa. Rapla heeft de status van stad en telt 5355 inwoners (2024). De plaats is de hoofdplaats van de gemeente. 
Tot 2002 was Rapla een aparte stadsgemeente. In dat jaar werd de stad de hoofdstad van een landgemeente Rapla, die in 2017 werd uitgebreid met de buurgemeenten Juuru, Kaiu en Raikküla.

## Ligging
Rapla ligt aan de rivier Vigala en heeft een station aan de spoorlijn Tallinn - Viljandi. De secundaire weg Tugimaantee 15 komt door Rapla en de secundaire wegen Tugimaantee 27 en Tugimaantee 28 beginnen hier.

## Geschiedenis
Rapla werd voor het eerst genoemd in 1241 onder de naam Rapal. Op het eind van de 13e eeuw kreeg Rapla een kerk, gewijd aan Maria Magdalena (Estisch: Maarja-Magdaleena kirik). Het dorp viel onder het landgoed van Alu, dat tot de bezittingen van de kerk behoorde. In 1694 werd het gebied rond Rapla een apart landgoed, maar wel nog steeds ondergeschikt aan het landgoed van Alu. In 1705 werd de band tussen Alu en Rapla doorgesneden, maar in 1747 kwamen de twee landgoederen weer in één hand.
In 1798 waren er twee dorpen: Vana-Rapla (‘Oud-Rapla’) en Rapla. Vana-Rapla werd later het dorp Tuti. Rapla begon in de tweede helft van de 19e eeuw te groeien. Het dorp kreeg achtereenvolgens een apotheek, een school en een ziekenhuis. In 1901 ging de spoorlijn Tallinn - Viljandi open met een station in Rapla. In de jaren 1931-1968 bestond er ook een smalspoorlijn van Rapla naar Virtsu (aan de kust tegenover het eiland Muhu).
In 1901 werd de Maria Magdalenakerk herbouwd. Een groot deel van het interieur uit vroeger jaren is bewaard gebleven. De kerk is ontworpen door de Baltisch-Duitse architect Rudolf von Engelhardt en is een van de weinige kerken in Estland met twee torens.
In 1945 kreeg Rapla de status van vlek (Estisch: alevik) en in 1993 die van stad.
Een karakteristiek gebouw in Rapla is het kantoorgebouw Rapla KEKi hoone (ook wel Okta Centrum genoemd), gebouwd in 1977 naar een ontwerp van de architect Toomas Rein. Het gebouw heeft de vorm van een achthoek. De achthoek komt overal in het interieur terug, zelfs in de vorm van de prullenbakken.

## Geboren in Rapla
- Urmas Sisask (1960-2022), componist en dirigent
- Mart Tiisaar (1991), beachvolleyballer

## Foto's

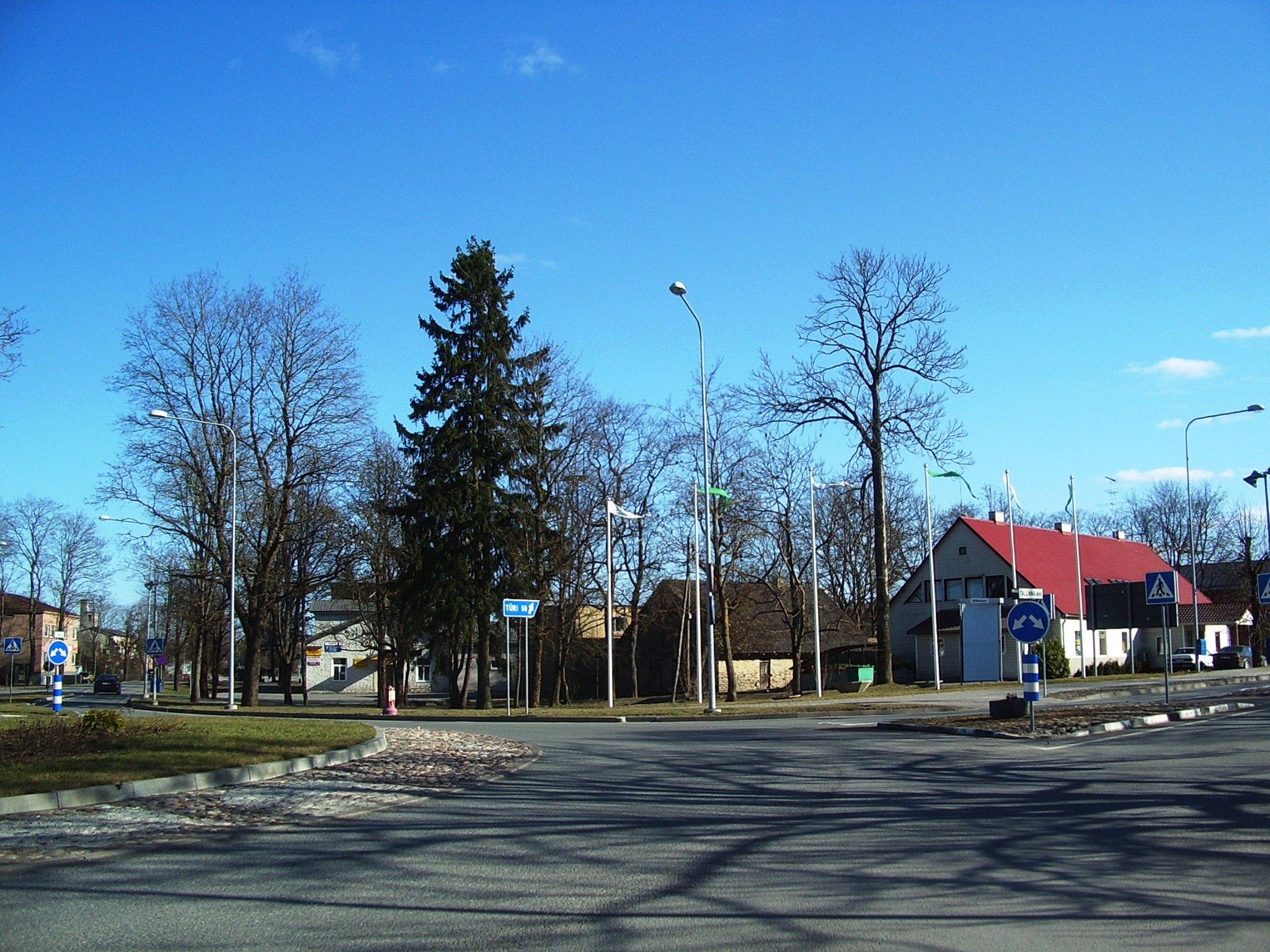
Het centrum van de stad
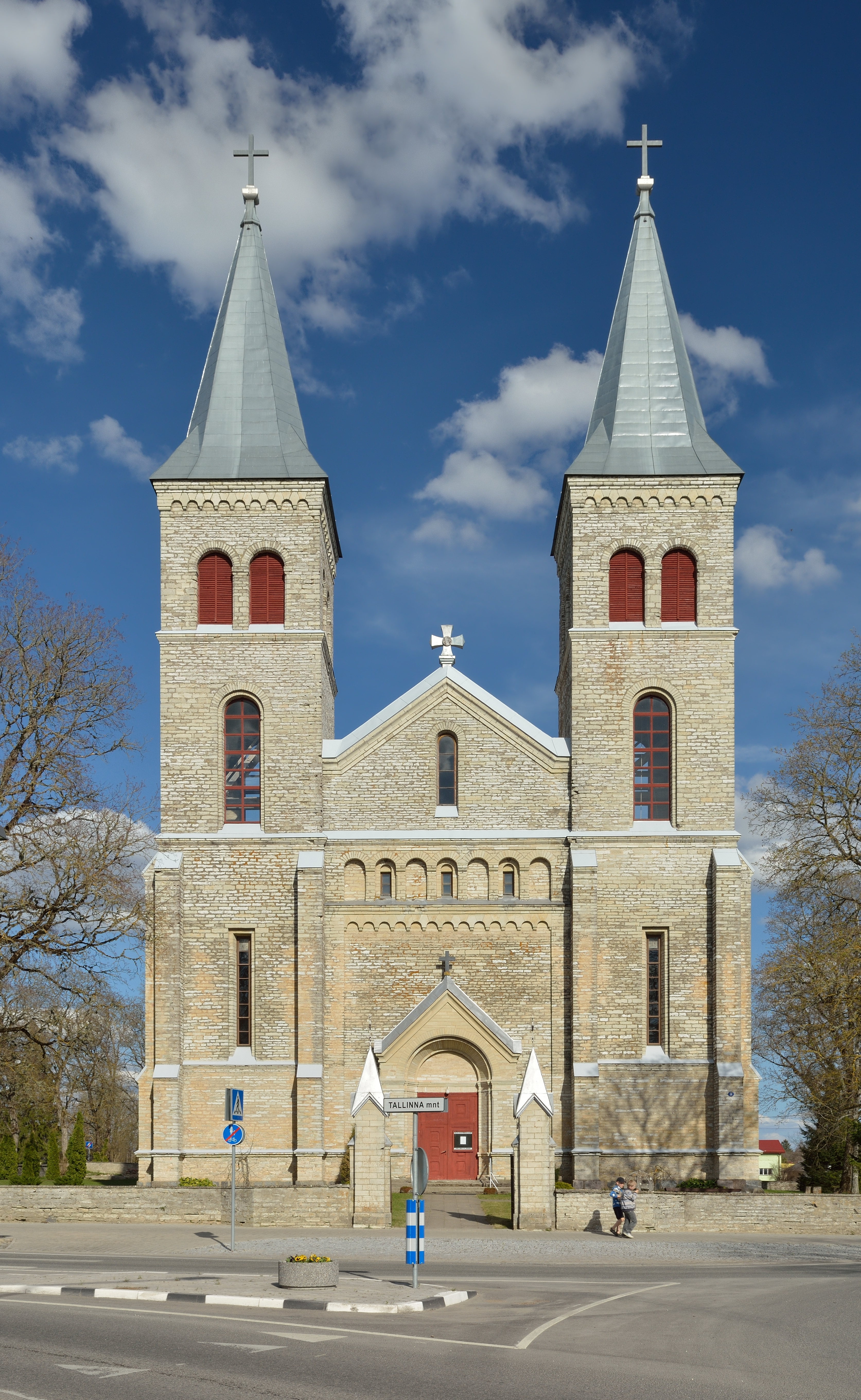
De kerk van Rapla
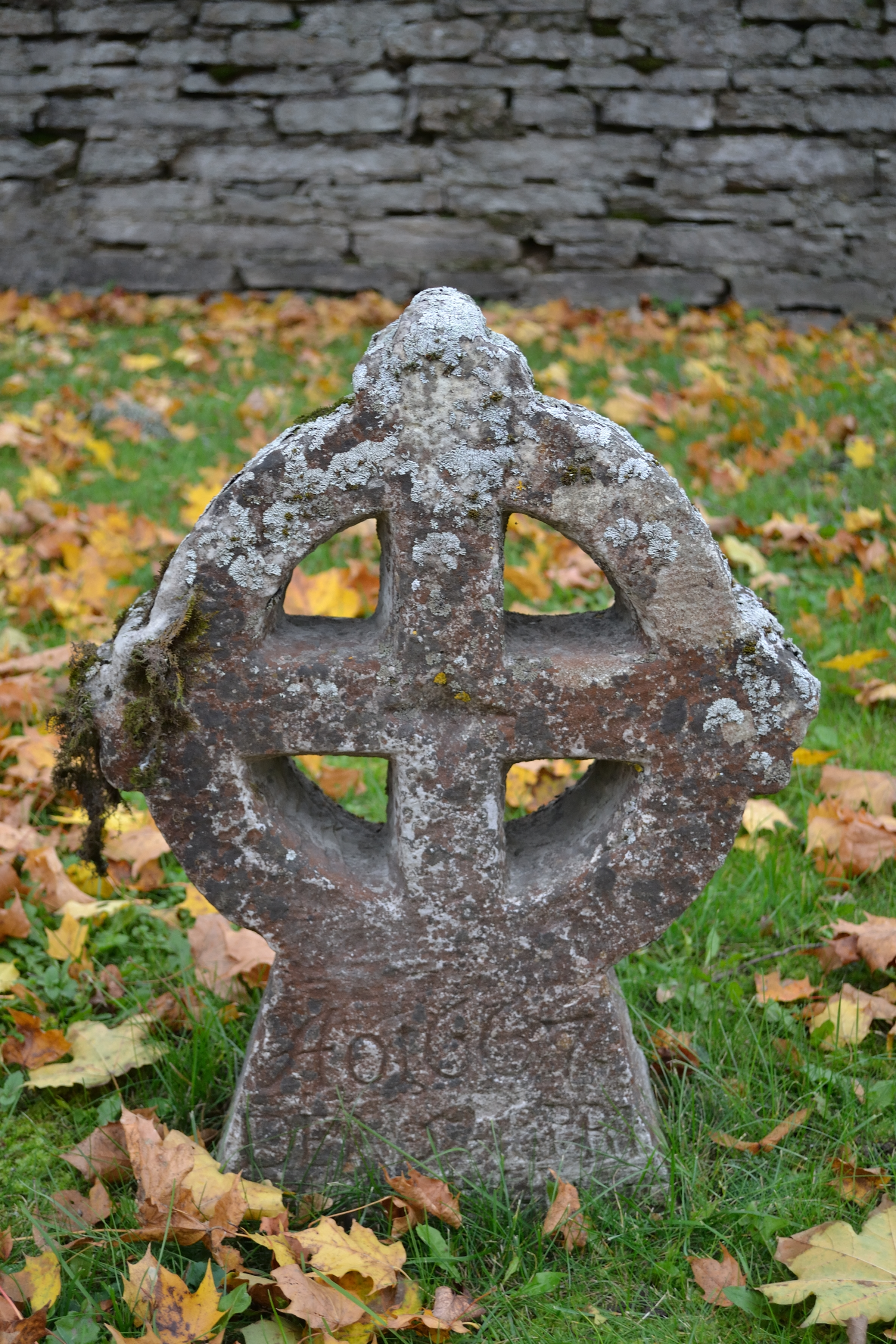
Graf op het kerkhof
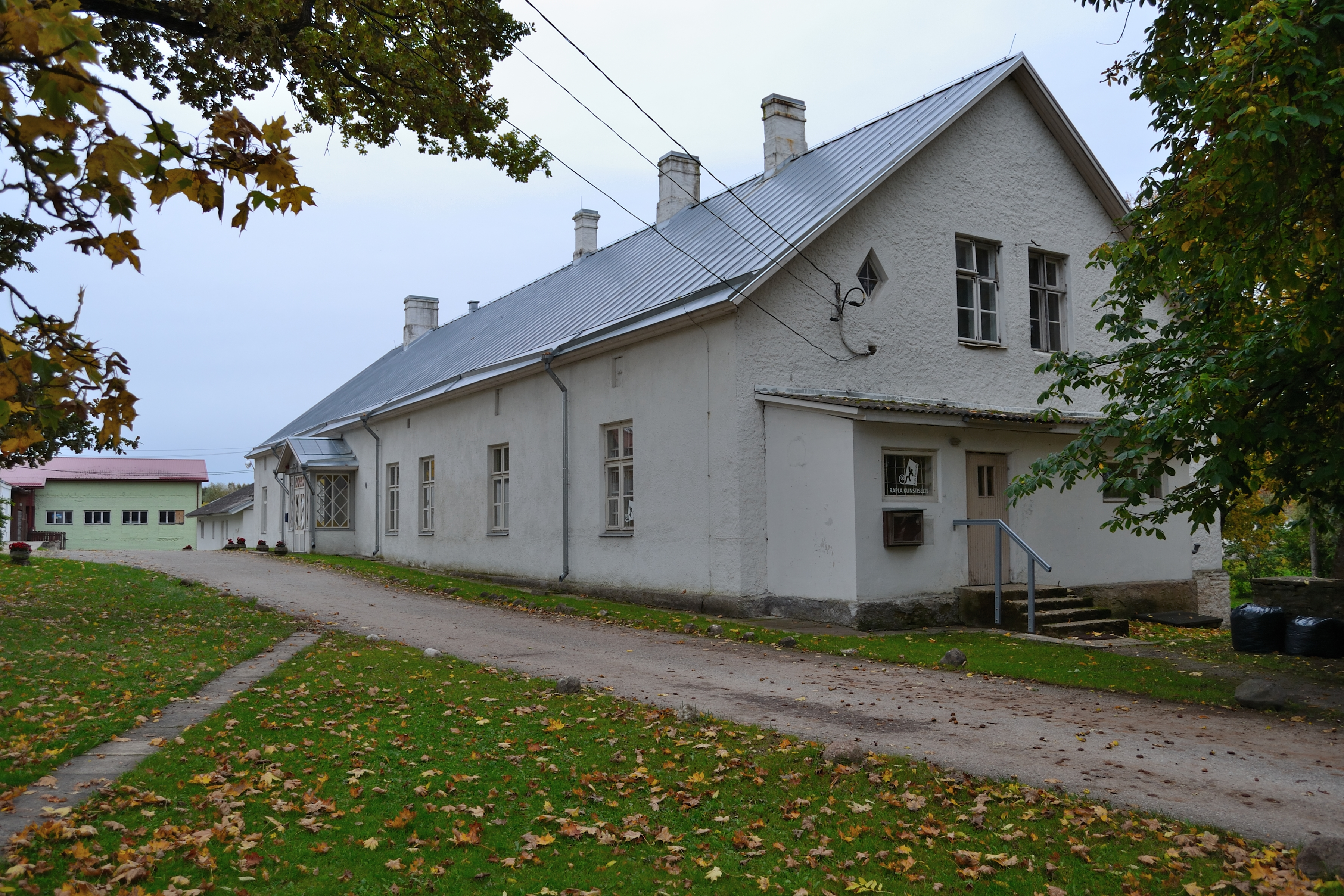
Pastorie
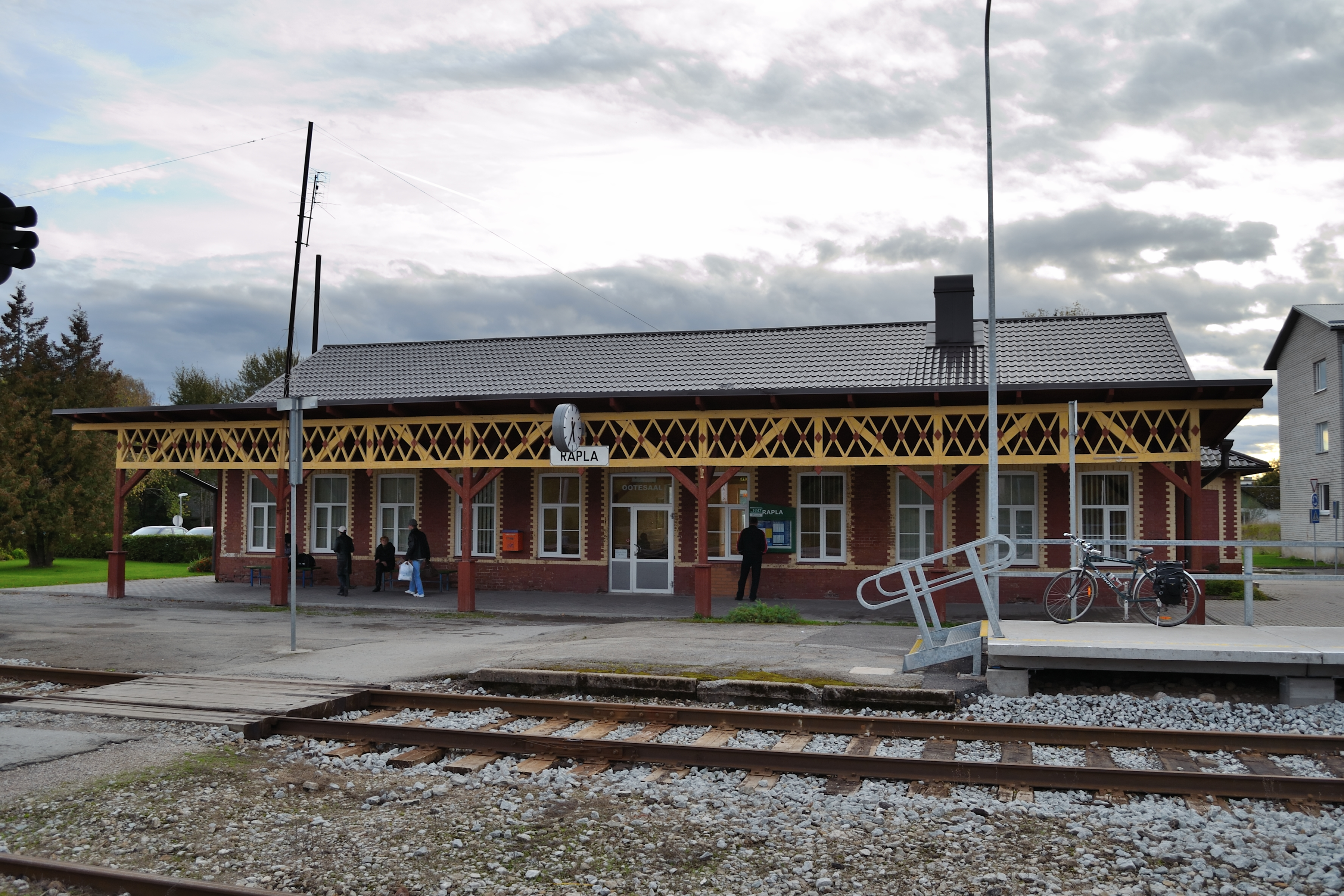
Het station in 2011
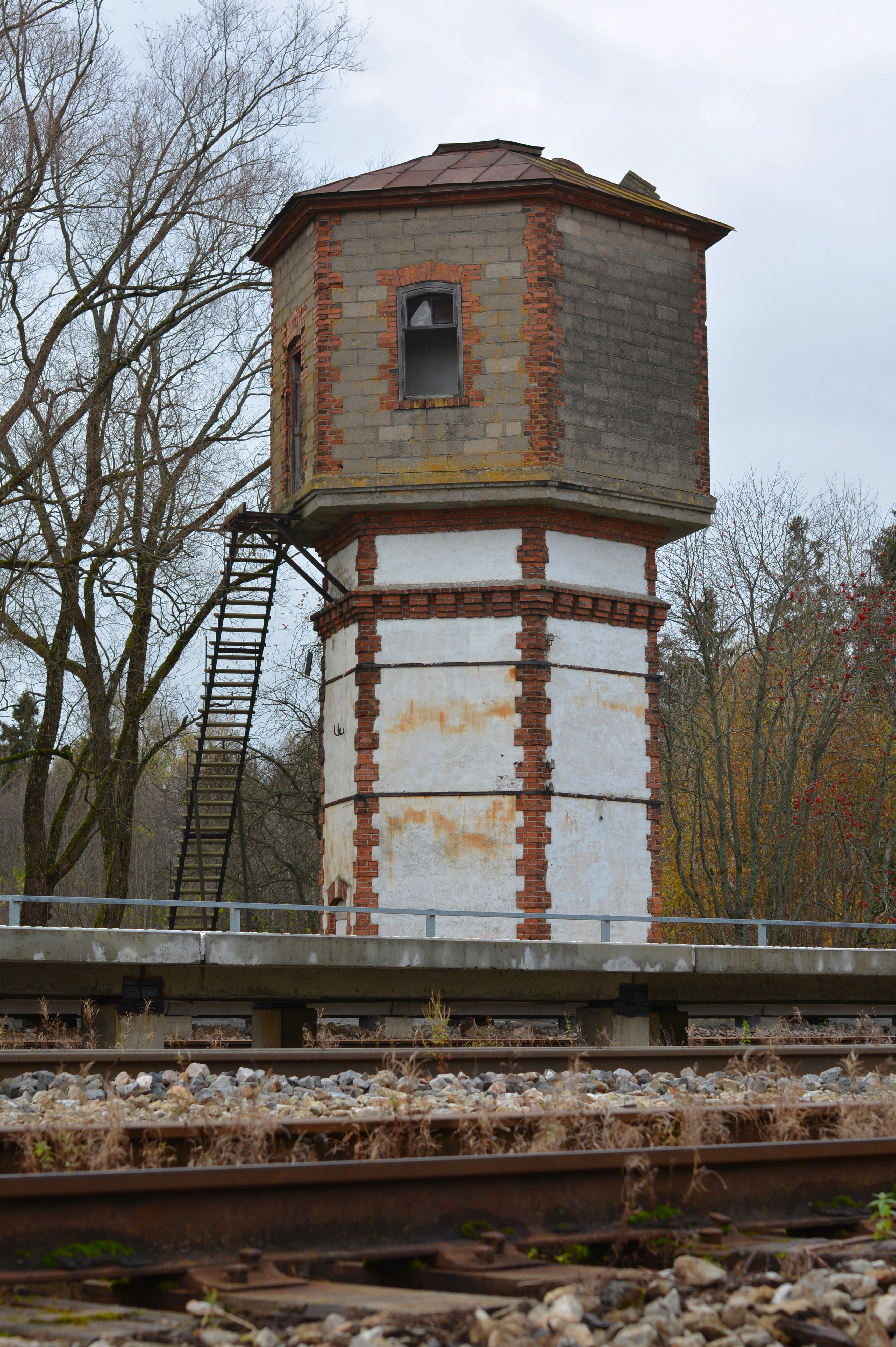
Watertoren
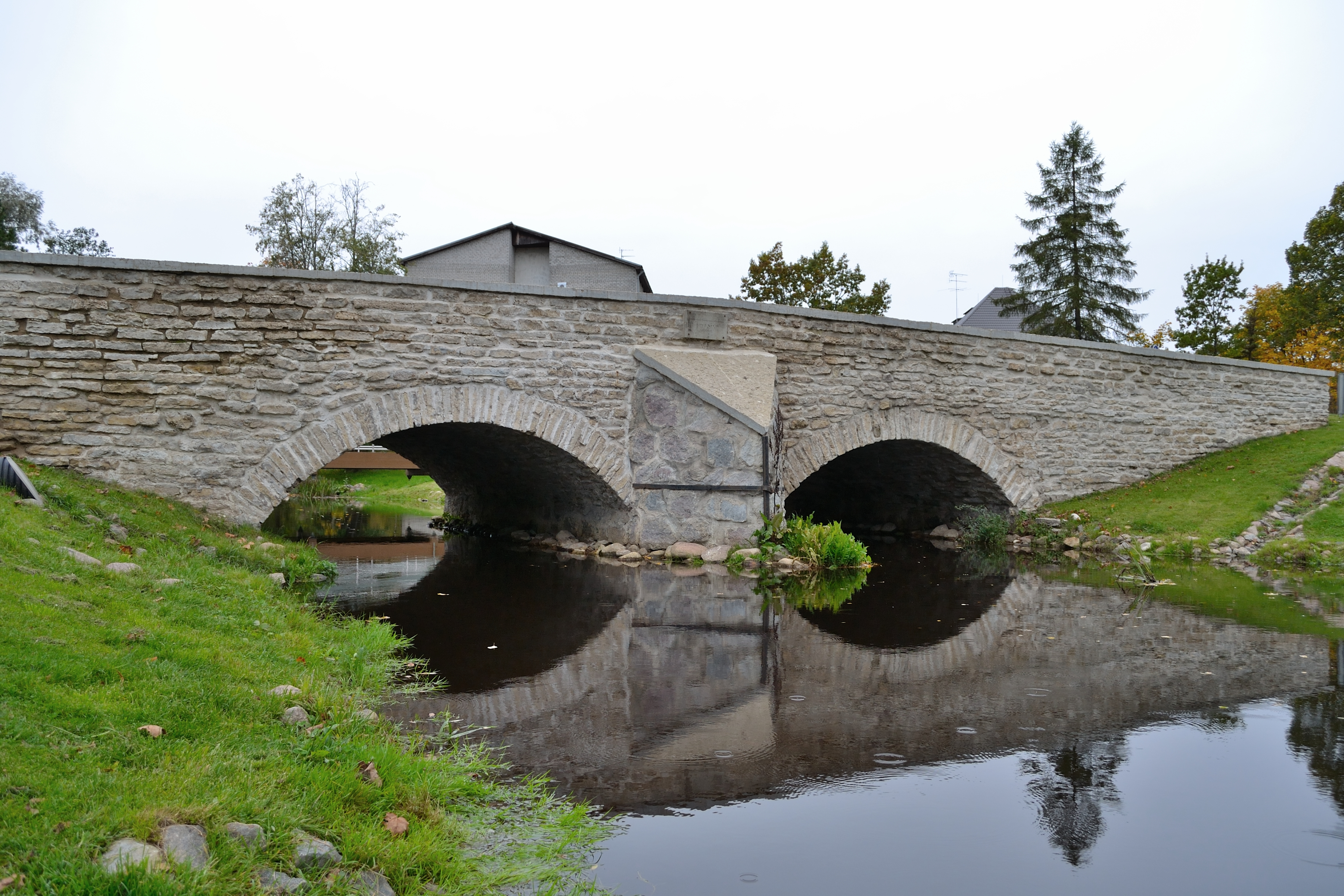
Brug in Rapla
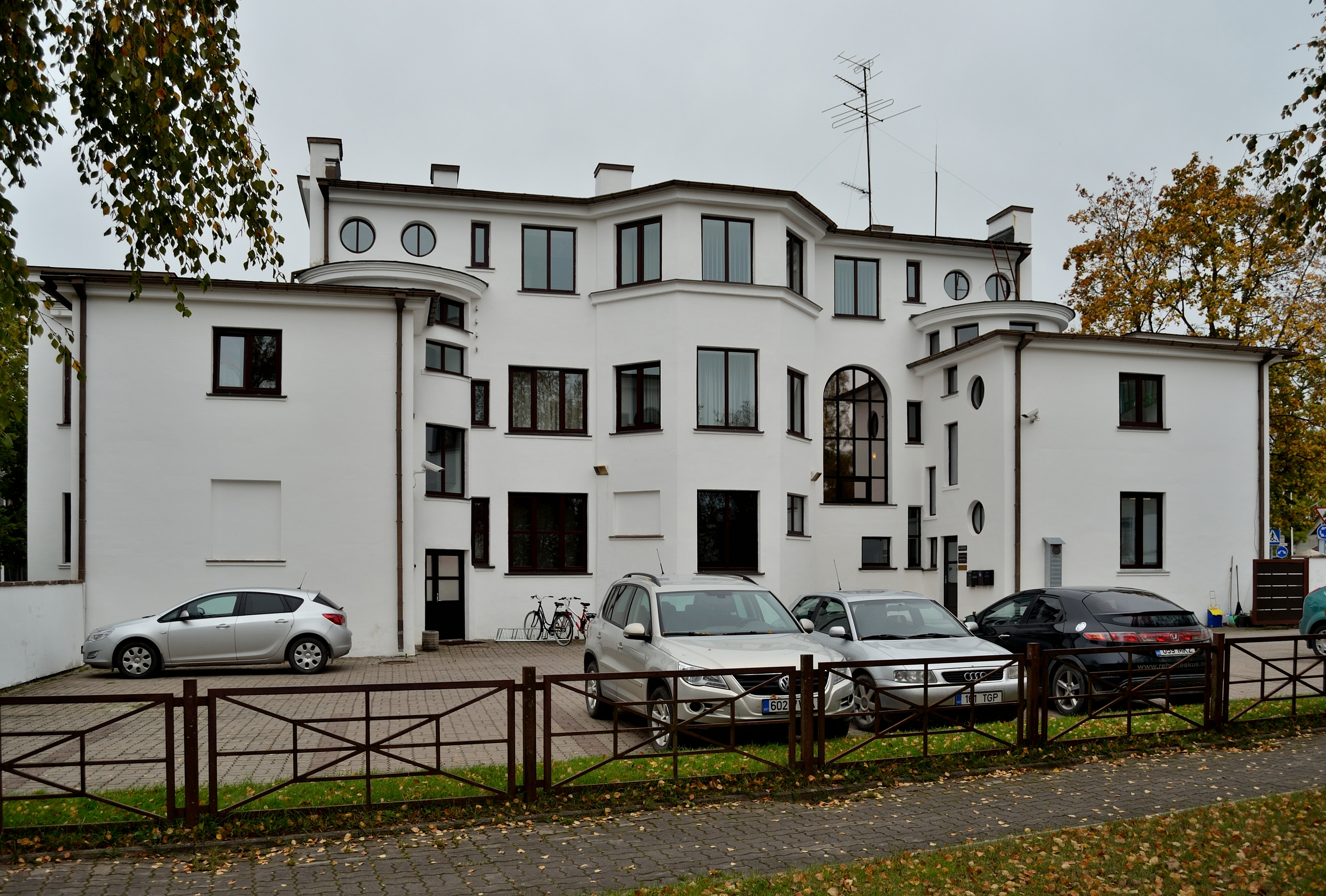
Bankkantoor